# Cestrum humboldtii
Cestrum humboldtii är en potatisväxtart som beskrevs av Francey. Cestrum humboldtii ingår i släktet Cestrum och familjen potatisväxter. Inga underarter finns listade i Catalogue of Life.